# La Haye-de-Calleville
La Haye-de-Calleville település Franciaországban, Eure megyében. Lakosainak száma 252 fő (2022. január 1.). La Haye-de-Calleville Calleville, Harcourt és La Neuville-du-Bosc községekkel határos.

## Népesség
A település népességének változása:
| Lakosok száma | 233  | 207  | 218  | 269  | 284  | 274  | 265  | 259  | 256  | 252  |
|               | 1968 | 1982 | 1990 | 2006 | 2013 | 2015 | 2017 | 2019 | 2020 | 2022 |